# Stactobia japonica
Stactobia japonica is een schietmot uit de familie Hydroptilidae. De soort komt voor in het Palearctisch gebied.